# Chrysichthys rueppelli
Chrysichthys rueppelli är en fiskart som beskrevs av Boulenger, 1907. Chrysichthys rueppelli ingår i släktet Chrysichthys och familjen Claroteidae. Artens utbredningsområde är floden Nilen i Afrika. Inga underarter finns listade i Catalogue of Life.